# Schmogrow

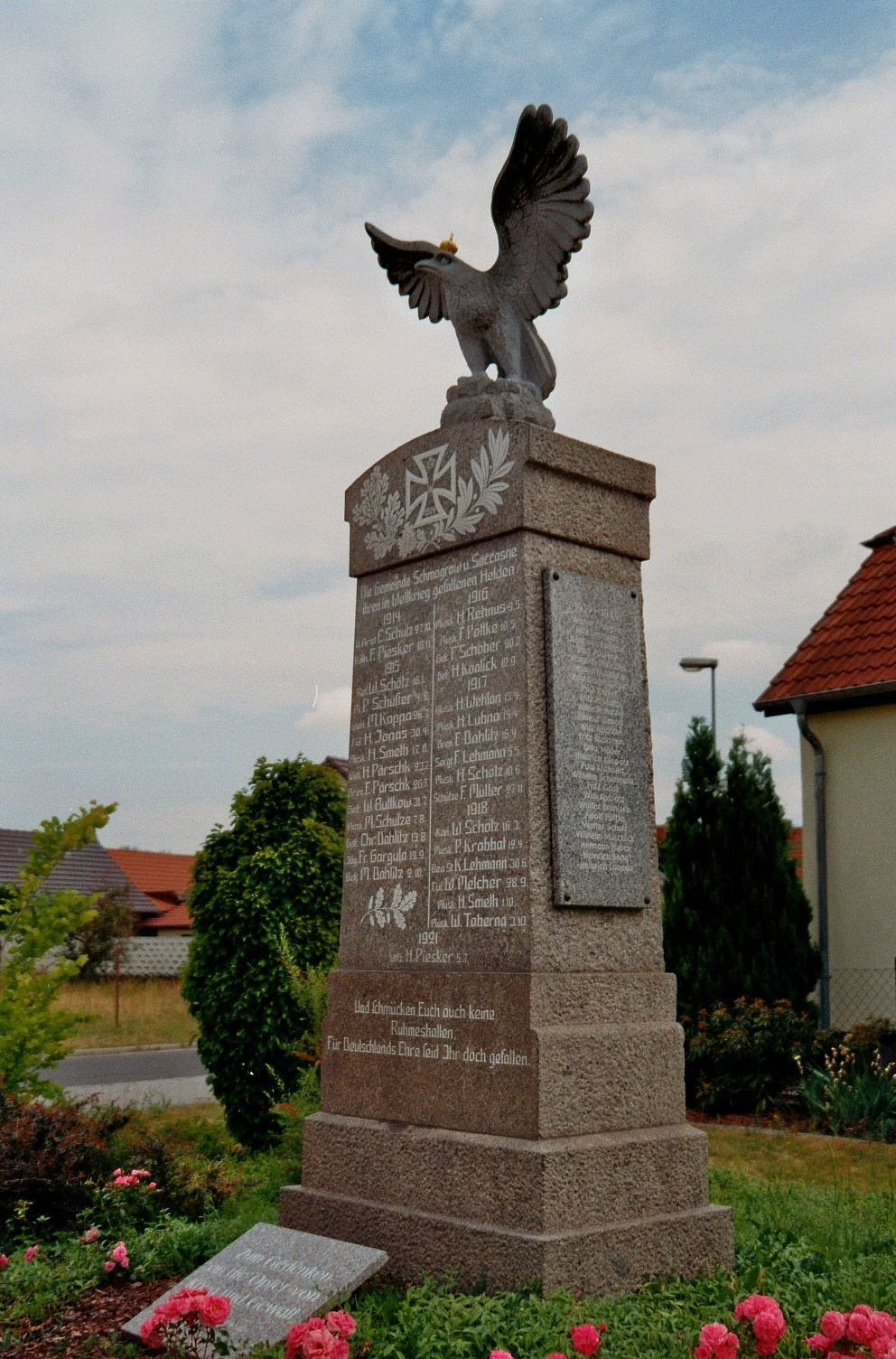
Kriegerdenkmal in Schmogrow

Schmogrow, niedersorbisch Smogorjow, ist ein Ortsteil der Gemeinde Schmogrow-Fehrow im Landkreis Spree-Neiße in Brandenburg. Bis zum Zusammenschluss mit der Gemeinde Fehrow am 31. Dezember 2001 war Schmogrow eine eigenständige Gemeinde. Der Ort gehört dem Amt Burg (Spreewald) an.

## Lage
Schmogrow liegt in der Niederlausitz und im südöstlichen Spreewald, rund 15 Kilometer Luftlinie nordöstlich von Cottbus und 20 Kilometer östlich von Lübbenau. Das Dorf gehört zum amtlichen Siedlungsgebiet der Sorben/Wenden in Brandenburg.
Die Gemarkung grenzt im Norden an Byhleguhre, im Osten an Fehrow, im Südosten an Briesen, im Süden an Guhrow, im Südwesten an Werben und im Westen an Burg mit dem Gemeindeteil Burg-Kauper. Zum Ortsteil Schmogrow gehören der nördlich gelegene Gemeindeteil Saccasne und eine Streusiedlung westlich des Nordumfluters.
Schmogrow liegt an der Landesstraße 501 zwischen Burg und Fehrow. Südlich des Ortes liegt das Große Fließ, des Weiteren fließt der Nordumfluter durch die Gemarkung.

## Geschichte
Das Straßendorf Schmogrow wurde im Jahr 1400 als Smogro erstmals urkundlich erwähnt, für 1551 ist der Name Schmogero überliefert. Als niedersorbischer Ortsname ist für 1761 der Name Szmogorów und im Jahr 1843 Smogorjow verzeichnet. Der Name geht auf das niedersorbische Wort „smogoŕ“ für „Torf“ zurück.
Am westlichen Ortseingang von Schmogrow befindet sich eine 1627 errichtete Mühle. Das Dorf gehörte ab 1574 zum markbrandenburgischen und später preußischen Amt Peitz und zur Herrschaft Cottbus. Nach dem Tilsiter Frieden kam Schmogrow im Jahr 1807 kurzzeitig zum Königreich Sachsen. Für 1809 verzeichnet Friedrich Wilhelm August Bratring in Schmogrow eine Schmiede sowie eine Wasser-, Mahl- und Schneidemühle. Nach den auf dem Wiener Kongress getroffenen Vereinbarungen wurde das Dorf 1815 wieder preußisch; bei der Gebietsreform ein Jahr später wurde Schmogrow dem Kreis Cottbus in der Provinz Brandenburg zugeordnet. Das Amt Peitz wurde im Jahr 1832 dem Amt Cottbus angeschlossen, zu dem Schmogrow bis 1874 gehörte.
Im Jahr 1902 wurde in Schmogrow ein neues Schulgebäude errichtet, im gleichen Jahr gründete sich ein Männerchor. Die Freiwillige Feuerwehr wurde im April 1922 mit 46 Mitgliedern gegründet. Am 1. Oktober 1938 wurde Saccasne nach Schmogrow zwangseingemeindet, nach dem Zweiten Weltkrieg erhielt der Ort seine kommunale Eigenständigkeit zurück.
Am 1. Juli 1950 wurde Schmogrow in den Landkreis Lübben (Spreewald) umgegliedert. Bei der DDR-Kreisreform am 25. Juli 1952 wurde Schmogrow dem Kreis Cottbus-Land im Bezirk Cottbus zugeordnet. Im Jahr 1954 wurde im Ort ein evangelisches Gemeindehaus gebaut, kirchlich gehört das Dorf zu Fehrow, das wiederum eine Filialkirche von Briesen ist. Am 10. Januar 1973 wurde Saccasne erneut nach Schmogrow eingemeindet. Nach der Wiedervereinigung lag Schmogrow im Landkreis Cottbus in Brandenburg, 1992 schloss die Gemeinde sich zur Erledigung ihrer Verwaltungsaufgaben dem Amt Burg (Spreewald) an. Seit 1993 gehört der Ort zum Landkreis Spree-Neiße. Am 31. Dezember 2001 fusionierte Schmogrow mit der Nachbargemeinde Fehrow zur neuen Gemeinde Schmogrow-Fehrow.

## Bevölkerungsentwicklung
| Jahr | Einwohner |
| ---- | --------- |
| 1875 | 720       |
| 1890 | 720       |
| 1910 | 615       |

| Jahr | Einwohner |
| ---- | --------- |
| 1925 | 640       |
| 1933 | 594       |
| 1939 | 608       |

| Jahr | Einwohner |
| ---- | --------- |
| 1946 | 744       |
| 1950 | 651       |
| 1964 | 598       |

| Jahr | Einwohner |
| ---- | --------- |
| 1971 | 565       |
| 1981 | 490       |
| 1985 | 468       |

| Jahr | Einwohner |
| ---- | --------- |
| 1989 | 482       |
| 1995 | 506       |
| 2000 | 548       |

Gebietsstand des jeweiligen Jahres
Für seine Statistik über die sorbische Bevölkerung in der Lausitz ermittelte Arnošt Muka in den achtziger Jahren des 19. Jahrhunderts für Schmogrow eine Bevölkerungszahl von 707 Einwohnern, davon waren 701 Sorben (99 %) und sechs Deutsche. Im Jahr 1956 hatten laut Ernst Tschernik noch 69,4 Prozent der Einwohner sorbische Sprachkenntnisse.

## Vereine
Der örtliche Sportverein ist der Schmogrower SV 1946. Des Weiteren gibt es einen Traditionsverein, der örtliche Veranstaltungen organisiert, und die Interessengemeinschaft Schmogrower Geschichte.

## Persönlichkeiten
- Arthur Pech (1912–1980), Politiker (DBD), geboren in Schmogrow
- Otto Brenzke (1920–1962), Fußballspieler, stammt aus Schmogrow